# Bugnato

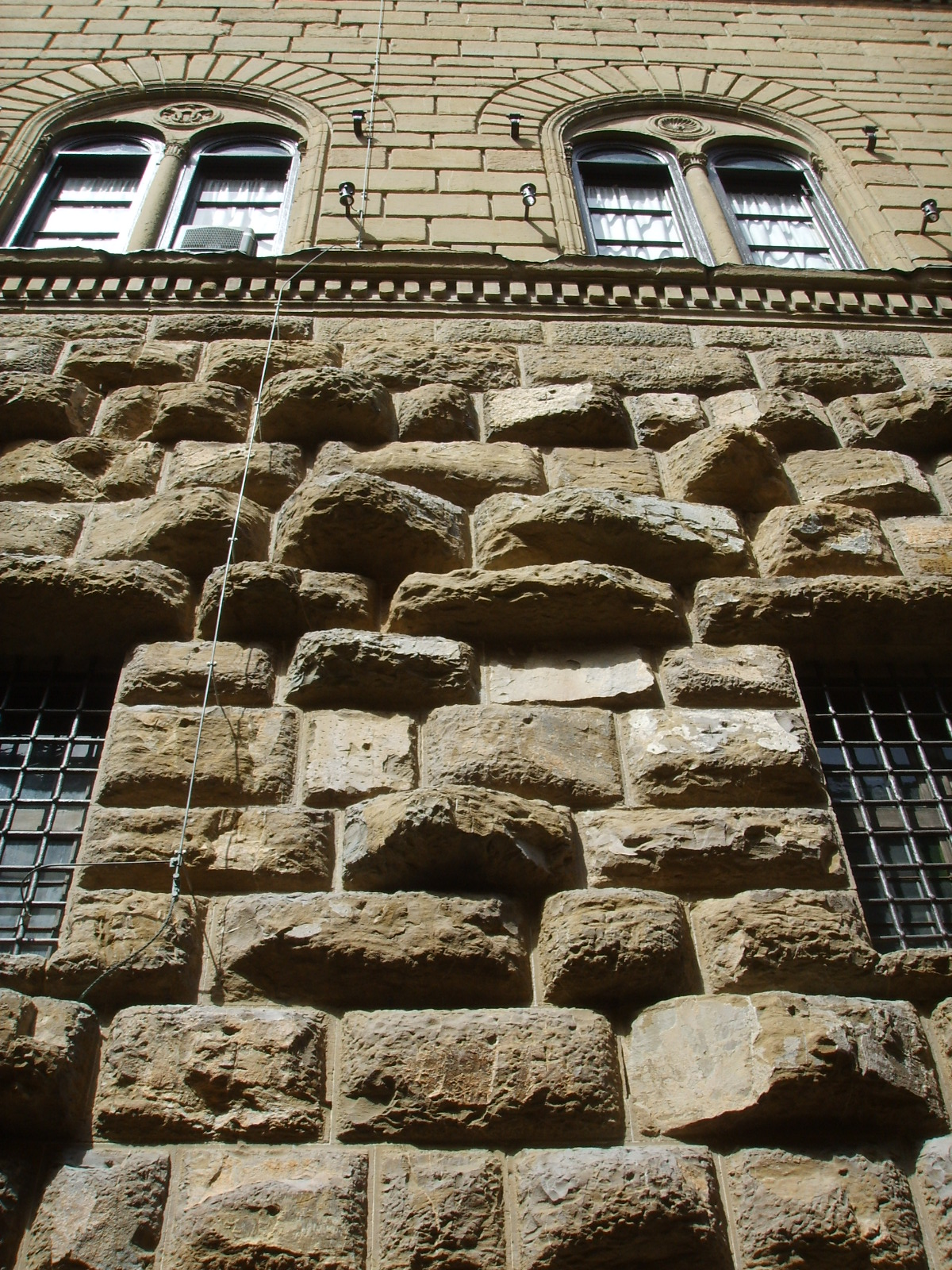
Bugnato rustico (in basso) e bugnato liscio (in alto), palazzo Medici-Riccardi, Firenze

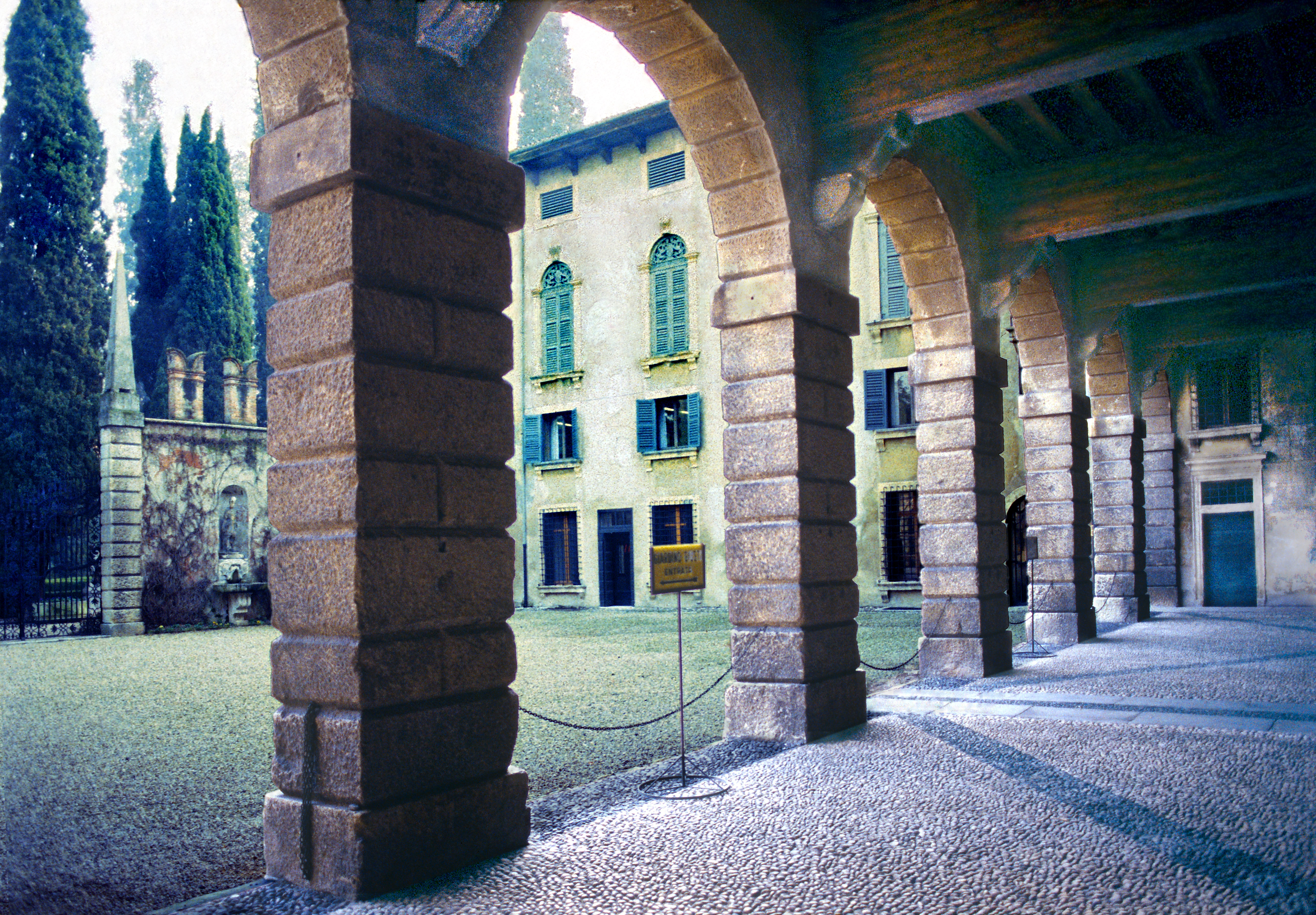
Portico a bugnato rustico di palazzo Giusti del Giardino a Verona

Il bugnato è una lavorazione muraria utilizzata nell'architettura sin dall'antichità e ripresa, con modalità e forme diverse, fino all'epoca contemporanea, caratterizzata da blocchi di pietra sovrapposti a file sfalsate preventivamente lavorate in modo che i giunti orizzontali e verticali risultino scanalati ed arretrati rispetto al piano di facciata della muratura, con un effetto aggettante di ogni singolo blocco.

## Descrizione

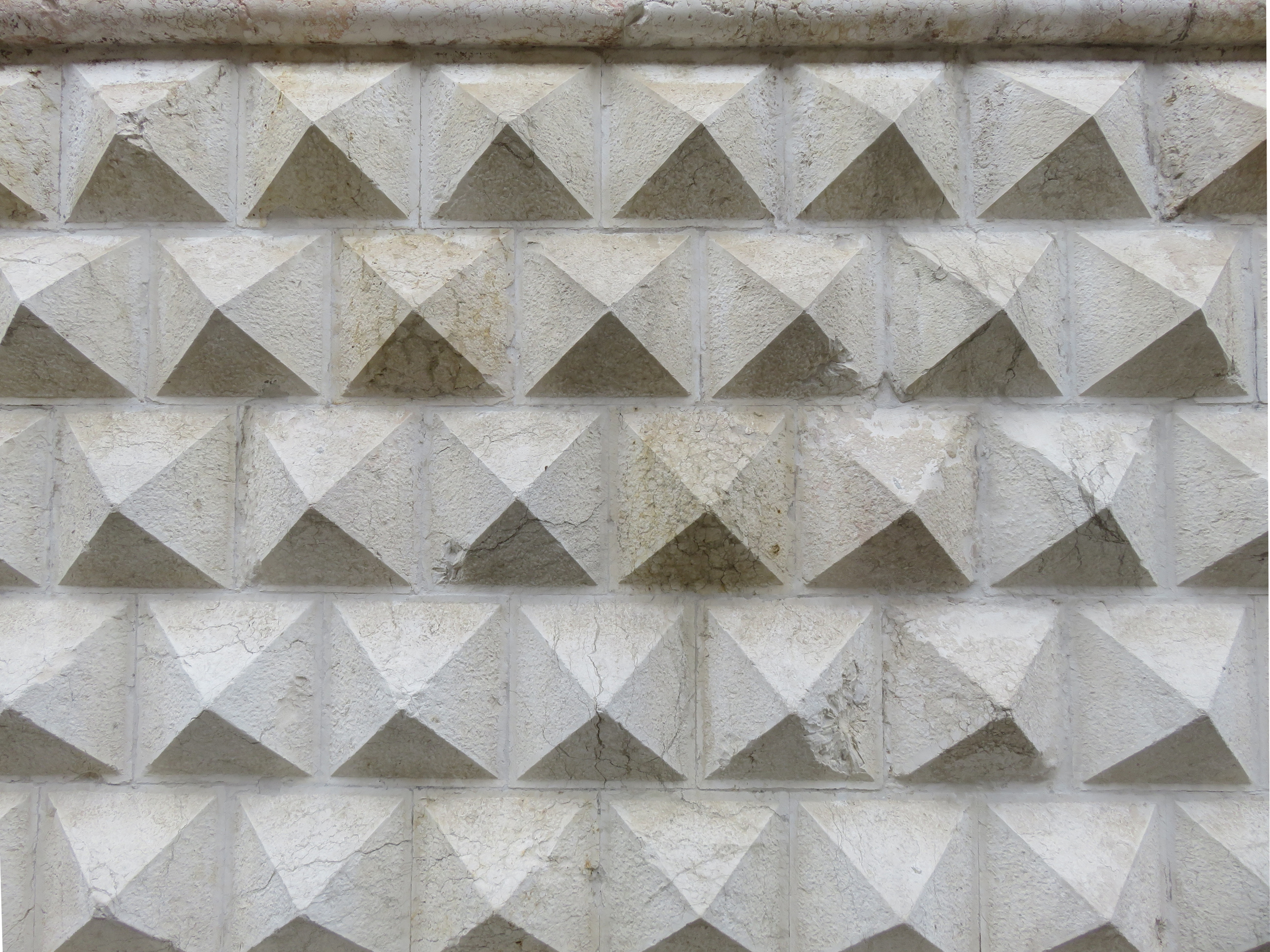
Bugnato a punta di diamante del Palazzo dei Diamanti a Ferrara

Il bugnato è costituito da blocchi di pietra sovrapposti a file sfalsate preventivamente lavorate in modo che i giunti orizzontali e verticali risultino scanalati ed arretrati rispetto al piano di facciata della muratura, con un effetto aggettante di ogni singolo blocco. Probabilmente tale lavorazione è sin dall'origine funzionale allo sgocciolamento dell'acqua piovana, che in tal modo non viene assorbita dagli interstizi di giunzione.
Il bugnato si distingue secondo la forma e il rilievo delle bugne, che può essere di diverse dimensioni e forme e con trattamenti materici rustico, liscio, squadrato, a cuscino, a punta di diamante.
Certamente in epoca romana, quello che in origine rappresenta un elemento costruttivo, assume carattere di comunicazione del linguaggio architettonico. Ne è testimonianza la Porta Maggiore a Roma, dove «il bugnato è un manierismo deliberato, che si ritrova soltanto in un piccolo gruppo di monumenti della metà del I secolo». fra cui le arcate delle strutture di sostegno del Tempio del Divo Claudio. 
Spesso il bugnato interessa in particolare la parte basamentale dell'edificio, rivelando la sua origine costruttiva, in quanto era pratica edilizia corrente, anche nel medioevo, costruire la parte bassa di un edificio con robusti blocchi di pietra, mentre i livelli superiori potevano essere in muratura di minor impegno.
Il bugnato diventò un elemento caratterizzante nell'architettura rinascimentale, soprattutto a Firenze, e venne usato per conferire maestosità alle facciate dei palazzi o delle ville. Alcuni esempi sono palazzo Medici Riccardi (che presenta un bugnato diverso per ogni piano), palazzo Rucellai a Firenze e come chiese, la collegiata di San Giovanni Battista ad Angri (esempio di facciata interamente fatta in bugnato di piperno liscio tagliato a cuscino), Palazzo dei Diamanti a Ferrara, che deve il suo nome al bugnato a punta di diamante che ne orna l'intera facciata; anche la facciata della chiesa del Gesù Nuovo a Napoli costituisce un pregevole e antico esempio di questo tipo di bugnato. Altro esempio di edificio monumentale dove il bugnato acquista forza e significato è palazzo Te a Mantova, di Giulio Romano. In Sicilia, a Trapani, vi è il palazzo della Giudecca in stile plateresco di derivazione catalana e a Sciacca (AG) si può ammirare il Palazzo Steripinto, del periodo tardo Gotico Rinascimentale. Nel Cremlino di Mosca la struttura a bugnato si può osservare sul palazzo delle Faccette. 
Fin dal XVI secolo, ma in particolare nel XIX e inizio XX secolo si diffusero tecnologie imitative del bugnato, utilizzando intonaci opportunamente modellati e matericamente trattati, o con paramenti di facciata in pietra sagomata, che lo tramutarono in un rivestimento sofisticato.